# Saint-Victor-la-Rivière
Saint-Victor-la-Rivière è un comune francese di 248 abitanti situato nel dipartimento del Puy-de-Dôme nella regione dell'Alvernia-Rodano-Alpi.

## Società

### Evoluzione demografica
Abitanti censiti